# Трасьерра-Тьеррас-де-Гранадилья
Трасье́рра-Тье́ррас-де-Гранади́лья (исп. Trasierra-Tierras de Granadilla)  — историческая область и  район (комарка) в Испании, находится в провинции Касерес.

## Муниципалитеты
1. Ла-Песга
2. Марчагас
3. Паломеро
4. Санта-Крус-де-Паниагва
5. Харилья